# Ella Bergmann-Michel
Ella Bergmann-Michel (n. 20 octombrie 1896, Paderborn, Germania – d. 8 august 1971, Eppstein, Republica Federală Germania, Germania) a fost o artistă abstractă, fotografă și realizatoare de documentare germană. Studentă a artei constructiviste în fază incipientă în Germania, contribuțiile sale la arta abstractă modernă sunt adesea uitate în cultura artistică americană. Stilul lui Bergmann-Michel era foarte specializat și unic, mai ales având în vedere perioada restrictivă în care a lucrat. Majoritatea lucrărilor ei nu sunt intitulate sau semnate, ceea ce le face greu de identificat și de găsit pe piața de artă de astăzi.

## Viața timpurie
Bergmann-Michel a început să creeze artă de la o vârstă fragedă. Până în 1915, a experimentat o tehnică de colaj în stil constructivist. Folosind lemn, metal și orice alt material obscur, Bergmann-Michel crea colaje foarte exacte și cu aspect științific. Din 1917 până în 1920 a studiat la Hochschule für Bildenden Kunste din Weimar sub îndrumarea pictorului german Walther Klemm⁠(d). În anii 1920, Bergmann-Michel începuse să-și extindă și mai mult tehnica. Într-o perioadă în care arta abstractă era considerată o formă de artă inferioară, Bergmann-Michel a încorporat poezia în lucrările abstracte; ea lipea cuvinte cu sens chiar deasupra pânzei, precum și picta cuvinte pe ea. Bergmann a devenit unul dintre primii artiști ai mișcării constructiviste care a încorporat fotografia în operele sale de artă, acesta fiind un progres foarte important al artei abstracte, unul care a fost folosit adesea de artiști mai contemporani, cum ar fi Andy Warhol.

## Stilul artistic
Constructivismul a fost o formă de artă dezvoltată la începutul secolului al XX-lea de către Vladimir Tatlin⁠(d). Noua formă de artă a căpătat semnificații diferite în diferitele națiuni europene, dar consecvența făcea referire la problemele sociale și economice pe care artiștii simțeau că reprezintă Europa prin mijloace abstracte. În Germania, țara natală a lui Bergmann-Michel, constructivismul și-a arătat cel mai mare impact prin școala Bauhaus, care a fost înființată pentru dezvoltarea acestei forme de artă. Bergmann-Michel a susținut că îi pasă „nu atât de mult de liniștea concentrată a unui obiect, ci de lumea modernă și plină de evenimente” și a căutat să „înregistreze timpul, similar fotografiilor lui Xanti Schawinsky⁠(d).”

## Căsătoria și războiul
În 1919, Bergmann-Michel s-a căsătorit cu Robert Michel. Împreună au fost pionieri în utilizarea colajului folosind fotografii. Lucrările lor au fost incluse în Société Anonyme, o colecție de lucrări ale artiștilor dadaiști predominant europeni. În 1920, Bergmann-Michel și soțul ei s-au mutat la Vockenhausen, lângă Frankfurt, Germania. În timp ce se afla la Frankfurt, ea a decorat o mare parte din pereții școlii Bauhaus. Bergmann-Michel și-a continuat activitatea artistică până la cel de-al Doilea Război Mondial, când a fost forțată să se oprească, deoarece presiunea evenimentelor politice făcea ca activitatea artistică să fie periculoasă pentru ea.Între 1933 și 1945, Bergmann-Michel a stat în mod intermitent la Londra. Fiind el însuși un pictor eșuat, Hitler detesta arta abstractă de toate tipurile. Bergmann-Michel a lucrat la ferma familiei sale până la sfârșitul războiului. După încheierea războiului, Bergmann-Michel a revenit la arta sa. În anii 1950 a ținut prelegeri despre dezvoltarea picturii moderne și a filmelor de avangardă, iar în anii 1960 a continuat să dezvolte Prism Pictures. În ultimii ani a continuat să realizeze colaje de imagini și compoziții verticale/orizontale, dar niciuna dintre acestea nu are un titlu.

## Moștenire
De-a lungul vieții, Ella Bergmann-Michel a mers în turnee la Zürich, Londra, Belfast, Milano, Paris, în Polonia și Statele Unite. Arta ei este distinctivă, interesantă și se găsește în principal pe piețele europene de artă. Nu se știe câte picturi și piese a finalizat Bergmann-Michel; arta sa este mai importantă pentru mișcarea pe care a ajutat-o să o propulseze, mai degrabă decât piesele individuale în sine. Bergmann-Michel este unul dintre mulți artiști pierduți ai Germaniei din acea perioadă.

## Filmografie
- Wo wohnen alte Leute. (1931)
- Erwerbslose kochen für Erwerbslose. (1932)
- Fliegende Händler din Frankfurt pe Main. (1932)
- Fischfang in der Rhön. (1932)
- Wahlkampf 1932. (1932/33)